# Parque Laguna Carri Laufquen
El parque público Laguna Carri Laufquen es un área natural protegida ubicada en cercanías de la ciudad de Ingeniero Jacobacci, departamento 25 de Mayo, en la Patagonia argentina. Desde el punto de vista fitogeográfico, corresponde a la ecorregión de estepa patagónica.

## Características generales
El parque se encuentra en el sur de la provincia de Río Negro aproximadamente en la posición 41°09′S 69°30′O / -41.150, -69.500.
Fue creado en el año 1959 mediante la ley provincial n.º 82 sobre una superficie aproximada de 700 ha. de estepa patagónica con objetivos amplios que incluyen la conservación del ecosistema y la promoción de actividades recreativas, deportivas y turísticas.
El área protegida abarca la totalidad de la superficie de la laguna Cari Laufquen Chica, —según la nomenclatura admitida por el Instituto Geográfico Nacional— y el área circundante, hasta unos 200 m de la línea de costa.
El nombre Carri Laufquen proviene de la palabra carilafquen en mapudungun y significa «laguna verde».

## Flora
La cobertura vegetal del parque está compuesta por especies particularmente adaptadas al clima frío, seco, con gran amplitud térmica, ausencia de rocío y heladas frecuentes en todas las estaciones; condiciones a las que se agrega el impacto producido por el histórico pastoreo de ganado ovino y caprino. Se compone de gramíneas como la grama salada (Distichlis spicata), el neneo (Poa ligularis) y los coirones amargos (Stipa speciosa) y (Stipa humilis), entre las que alternan cactáceas bajas como la Maihuenia.
 En un nivel apenas superior se encuentran arbustos como el sulupe (Ephedra ochreata), la jarilla rastrera (Larrea ameghinoi), la hierba negra o yareta (Mulinum spinosum), el charcao (Senecio filaginoides), el zampa (Atriplex lampa) y el algarrobillo (Prosopis denudans).

## Fauna
La fauna característica incluye maras (Dolichotis patagonum), piches (Zaedyus pichiy), zorros colorados (Lycalopex culpaeus) y grises chicos (Lycalopex gymnocercus), zorrinos patagónicos (Conepatus humboldtii) y algunos ejemplares de pumas (Puma concolor), entre otras especies.
La fauna ictícola incluye madresitas de agua (Jenynsia multidentata y Cnesterodon decemmaculatus), pejerrey bonaerense o blanco (Odontesthes bonariensis), puyén (Galaxias maculatus), pejerrey patagónico (Odontesthes hatcheri) y algunas especies del género Percichthys.
El parque se caracteriza por su riqueza ornitológica. Se ha registrado la presencia de ejemplares de cisne de cuello negro (Cygnus melancoryphus), flamenco austral (Phoenicopterus chilensis), macá plateado (Podiceps occipitalis), gallareta chica (Fulica leucoptera), pato maicero (Anas georgica), el pato barcino (Anas flavirostris), chorlo doble collar (Charadrius falklandicus), biguá (Phalacrocorax olivaceus) y garza bruja (Nycticorax nycticorax), entre muchos otros de diversas especies.
La zona de la laguna ha sido propuesta para integrar las áreas importantes para la conservación de las aves de Argentina.